# Kelet-Mediterrán és Balkán Tanulmányok Központja
A PTE Földrajzi Intézete 1999-ben alapította meg a Kelet-Mediterrán és Balkán Tanulmányok Központját (KMBTK). A kutatóműhely a hasonló profilú intézetekkel közös projekteken keresztül a Balkánt és a mediterrán térséget vizsgáló belföldi és nemzetközi kutatásokba kapcsolódik. Kiemelt feladata a térség társadalmi-gazdasági folyamatainak és lehetőségeinek egyre mélyrehatóbb feltárása. További célja, hogy kutatási eredményeit oktatási tevékenysége révén az egyetemi hallgatóság mind szélesebb csoportjaihoz (geográfusok, szociológusok, politológusok, történészek) juttassa el, illetve egyéb tanfolyamjain keresztül a nem szakmai közönség számára is elérhetővé tegye.

## Kutatási területek

## Képzések

## Rendezett konferenciák

### Magyar politikai földrajzi konferenciák
- I. Magyar Politikai Földrajzi Konferencia - Pécs, 1998. november 30-december 1.
   "Változó világ, átalakuló politikai földrajz"
- II. Magyar Politikai Földrajzi Konferencia - Pécs, 2000. november 27-29.
    "Az átalakuló Balkán politikai földrajzi kérdései"
- III. Magyar Politikai Földrajzi Konferencia - Pécs, 2002. november 7-8.
     "Az integrálódó Európa politikai földrajza"
- IV. Magyar Politikai Földrajzi Konferencia - Pécs, 2004. október
     "A Kárpát-medence politikai földrajza"
- V. Magyar Politikai Földrajzi Konferencia - Pécs, 2006. november 9-10.
    "A nagy terek politikai földrajza"
- VI. Magyar Politikai Földrajzi Konferencia - Pécs, 2008. október 16-17-18.
    " Magyarország és a Balkán - Pécs a Balkán kapuja?"

### Egyéb konferenciák
- "Megújulás és hagyomány a Nyugat-Balkánon - A magyar külpolitikai törekvések a balkáni népek európai és atlanti integrációjára" - Pécs, 2006. március 2-3.

## Tudományos folyóiratok
1. Balkán Füzetek
2. Mediterrán és Balkán Fórum
3. Területfejlesztés és Innováció